# Ангел-А
«Ангел-А» (фр. Angel-A) — французский чёрно-белый художественный фильм, любовная история с элементами комедии и фантастики режиссёра Люка Бессона.

## Сюжет
На стоп-кадре показан Андре, который описывает себя с помощью закадрового голоса, говоря, что он живёт в Америке, хотя в настоящее время находится в Париже. Андре приходит к выводу, что он хороший парень, хотя и сетует на то, что лжёт все время, в том числе и себе. Когда стоп-кадр заканчивается, Андре швыряют на землю, и три бандита требуют, чтобы он вернул деньги, которые должен. В следующей сцене Андре удерживают над перилами Эйфелевой башни телохранители Франка, который также требует, чтобы Андре вернул ему деньги. В отчаянии Андре обращается к американскому посольству и к парижской полиции, хотя ни те, ни другие не могут ему помочь.
Андре решает покончить с собой, спрыгнув с моста в Сену, но он замечает красивую молодую девушку, которая также стоит за перилами. Девушка спрыгивает с моста, и Андре прыгает за ней и вытаскивает в безопасное место. Девушка говорит, что её зовут Ангела, и что она прыгнула, потому что у неё были те же проблемы, что и у Андре. Чтобы отблагодарить Андре за спасение, Ангела клянётся своей жизнью Андре, утверждая, что сделает все возможное, чтобы помочь ему.
Андре отправляется навестить Франка, полагая, что Франк будет уважать его больше, если рядом с ним будет красивая девушка. Франк не интересуется Андре, но принимает предложение от Ангелы обсудить дело Андре в частном порядке. Когда появляется Ангела, она сообщает Андре, что его долг погашен, и даёт ему большую сумму денег. Андре в конце концов принимает деньги, хотя не хочет этого делать, полагая, что Ангела переспала с Франком, чтобы получить их. Поняв, что ему нужно больше денег, Ангела соглашается помочь ему, и они идут в ночной клуб. Один за другим Ангела заманивает мужчин в туалет вместе с ней, обещая им секс за деньги. Андре испытывает отвращение к тому, что делает Ангела, и говорит ей об этом. Позже они вдвоём идут в другой клуб, чтобы погасить оставшуюся задолженность. Андре встречает Педро и предлагает отдать долг. Педро советует Андре ставить деньги на лошадь, говоря ему о договорном матче. Ангела отговаривает его, но Андре ставит все свои деньги на лошадь, которая приходит последней.
Андре снова в отчаянии, Ангела сообщает ему, что она на самом деле ангел, посланный, чтобы помочь ему. Сначала Андре не верит, но Ангела демонстрирует, что обладает божественной силой, такой как способность поднимать предметы. Андре очарован и пытается узнать как можно больше об Ангеле. Три бандита с самого начала фильма пристают к Андре; Андре просит Ангелу позаботиться о них, и она вырубает их. Ангела помогает Андре обрести смелость и увидеть добро внутри себя, а также рассказывает, что она не занималась сексом ни с одним мужчиной в туалете или с Франком, а только вырубала их.
Ангела убеждает Андре разобраться с Франком и быть честным с ним, а не лгать. Ангела врывается в гостиничный номер Франка, разбираясь с его охранниками. Франк считает, что Андре собирается убить его, и умоляет о пощаде. Андре извиняется перед Франком за то, что одолжил деньги, ведь ему не следовало этого делать. Затем он рассказывает Франку о своей любви к девушке, которая вошла в его жизнь и открыла ему глаза. Ангела, испытывая эмоциональное воодушевление после речи Андре, уходит. Андре преследует её, в конце концов догоняет на мосту, где они впервые встретились. Ангела рассказывает, что она уходит домой, так как её работа закончена. Андре умоляет её остаться, признаваясь в любви к ней. На эмоциях Ангела пытается убедить Андре, что они не могут быть вместе. Она распрямляет крылья за спиной и начинает подниматься, хотя Андре держит её. Они падают в Сену во второй раз. Андре выбирается из воды, Ангела выбирается за ним. Ангела потеряла свои крылья, и она радуется, когда видит Андре.

## Выпуск
Премьера фильма во Франции состоялась 21 декабря 2005 года, в США на кинофестивале Сандэнс 25 мая 2007 года. Сборы от кинопроката составили 9,941 млн $ США по всему миру, в том числе около 5,3 млн $ во Франции и более $ 200 000 в Соединённых Штатах.
Рейтинг одобрения на Rotten Tomatoes (на июль 2023 года) — 45 %, основан на 88 обзорах, с консенсусом: «Неуклюжие диалоги и пустые персонажи, не извлекающие выгоду из ошеломляющего, поэтического кинематографа Ангела-A».